# Gauntlet (Computerspiel)

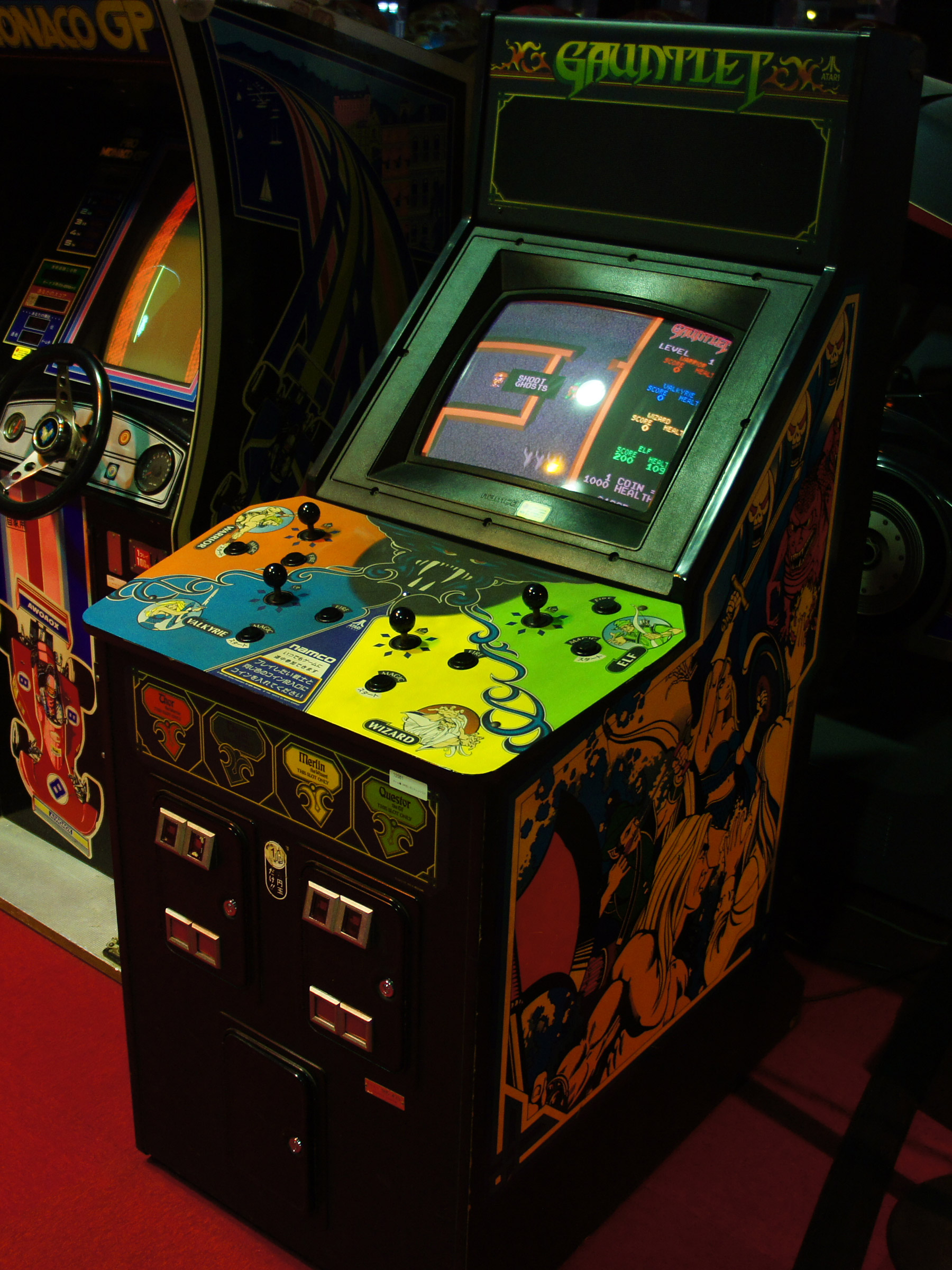
Gauntlet Arcade-Automat

Gauntlet (deutsch Fehdehandschuh, Panzerhandschuh) ist ein Arcade-Spiel, das 1985 von Atari Games entwickelt wurde. Es ist das erste Action-Rollenspiel (Hack and Slay), in dem vier Spieler gleichzeitig miteinander antreten konnten. Es war sehr erfolgreich und es gab Umsetzungen für alle wichtigen Heimcomputer.

## Spielprinzip
Das Spiel findet aus der Vogelperspektive statt und kann alleine oder bis zu drei Mitspielern an einem Gerät gespielt werden. Ziel ist es, in einer Unmenge von großen und teilweise verzwickt angelegten Dungeons Gespenster und Monster zu töten, Schätze (Truhen) aufzunehmen und den Ausgang zum nächsten Level zu finden. Es stehen vier vorgegebene Spielfiguren zur Auswahl, zwischen denen der oder die Spieler wählen können, wobei keine Figur zweimal gewählt werden kann:
- Thor, Warrior (Kämpfer, rot)
- Merlin, Wizard (Zauberer, gelb)
- Thyra, Valkyrie (Walküre, blau)
- Questor, Elf (Bogenschütze, grün)

Der Spieler startet mit 2.000 Gesundheitspunkten (Health), die sich mit jeder Spielsekunde verringern. Sie verringern sich schneller, wenn der Spieler von Gespenstern oder Monstern berührt oder getroffen wird; am schnellsten verliert der Spieler seine Health bei Berührung durch den Tod. Die Gesundheitspunkte werden wieder erhöht durch das Aufnehmen von Nahrung, Getränken und Zaubertränken. Sie können auch erhöht werden, indem der Spieler an jeder beliebigen Stelle des Spiels eine beliebige Anzahl Münzen nachwirft (bei Erscheinen des Automaten: 1 DM = 2.000 Health). Ein Level ist „gereinigt“, wenn sämtliche Nester und Monstergeneratoren, aus denen ständig neue Gespenster und Monster hervorquellen, vernichtet worden sind. Es müssen allerdings nicht alle Monster getötet werden, um den Level verlassen zu können. Die Ausgänge sind kleine, schwarze Quadrate mit der Aufschrift EXIT. Es gibt auch Ausgänge, die mehrere Level überspringen.
Im Mehrspieler-Modus können bzw. müssen die Spieler sich absprechen (Koop-Modus), da ein Scrolling des Bildschirms nur gemeinsam möglich ist. Ebenfalls müssen Tore mittels Schlüssel geöffnet werden, und es gibt Lebensmittel und Zaubertränke, über deren Verteilung sich die Spieler einigen müssen. Durch die Zaubertränke können, je nach Eigenschaft der Spielfigur, viele Monster auf einen Schlag erledigt werden. Durch Münzeinwurf an jeder beliebigen Stelle des Spiels können weitere Mitspieler, maximal drei, in das Spiel einsteigen. Verliert einer der Mitspieler alle Gesundheitspunkte, stirbt seine Figur, wobei die anderen Spieler aber weiterspielen können.

### Besonderheiten
- Für seinerzeitige Verhältnisse phantastische Sprachausgabe mit Erzähler
- Transporter, die die Spieler innerhalb des Levels an eine andere Stelle versetzen
- Nester und Generatoren, in denen ständig neue Geister und Monster gebildet werden
- Level mit mehr Schlüsseln als der Spieler tragen kann
- Wartet man im Spiel 30 Sekunden auf der Stelle, öffnen sich sämtliche Türen.
- Wartet man im Spiel drei Minuten auf der Stelle, verwandeln sich die Wände in Ausgänge (bei späteren Revisionen des Spiels).
- Sackgassen und Transporter, um in andere Räume zu gelangen
- Nach gewisser Zeit können sich die Spieler gegenseitig verletzen.
- vergiftete Nahrung
- „Potions“ (Zaubertränke, die begrenzt eine besondere Fähigkeit verleihen)

### Gegner
- Geister
- Grunts
- Dämonen
- Steinwerfer (Lobber)
- Sorcerer (werden unsichtbar)
- Der Tod (schwarz/violett), nur durch Zaubertrank zerstörbar oder durch Abgabe von 200 Lebenspunkten (durch Berührung)
- Der böse Zauberer Garm

## Entwicklung

### Entstehungsgeschichte
Das Spiel wurde von Ed Logg in Zusammenarbeit mit Roger Zeigler konzipiert. Logg war unter anderem von seinem Sohn jahrelang gedrängt worden, ein Spiel im Stil des Rollenspielregelwerks Dungeons & Dragons zu entwickeln. Den endgültigen Auslöser lieferte schließlich Loggs eigene Spielerfahrung mit dem Spiel Dandy für den Atari 800. Allerdings konnten sich Logg und Zeigler lange Zeit nicht auf die endgültige Konstruktion des Automaten einigen. Die Entwicklung begann im Jahr 1983, dem Jahr des Video Game Crashs. Die Komplexität des Spiels in Verbindung mit den Entlassungen bei Atari, die in der Aufspaltung des Unternehmens in die Arcade-Sparte Atari Games und die Heimcomputer-/Konsolensparte Atari Corporation gipfelten, führten dazu, dass die Entwicklung zunächst nicht weitergeführt, Zeigler entlassen und Logg einem anderen Projekt zugewiesen wurde. Erst 1985 konnte Logg, unterstützt von einem verhältnismäßig großen Team aus einem Ingenieur, einem Programmierer, vier Artists, einem Techniker und drei Audioingenieuren, die Arbeiten wieder aufnehmen und zu Ende führen.

### Arcade-Hardware
- Spezial-Cabinet (Gehäuse)
- 336 × 240 Pixel

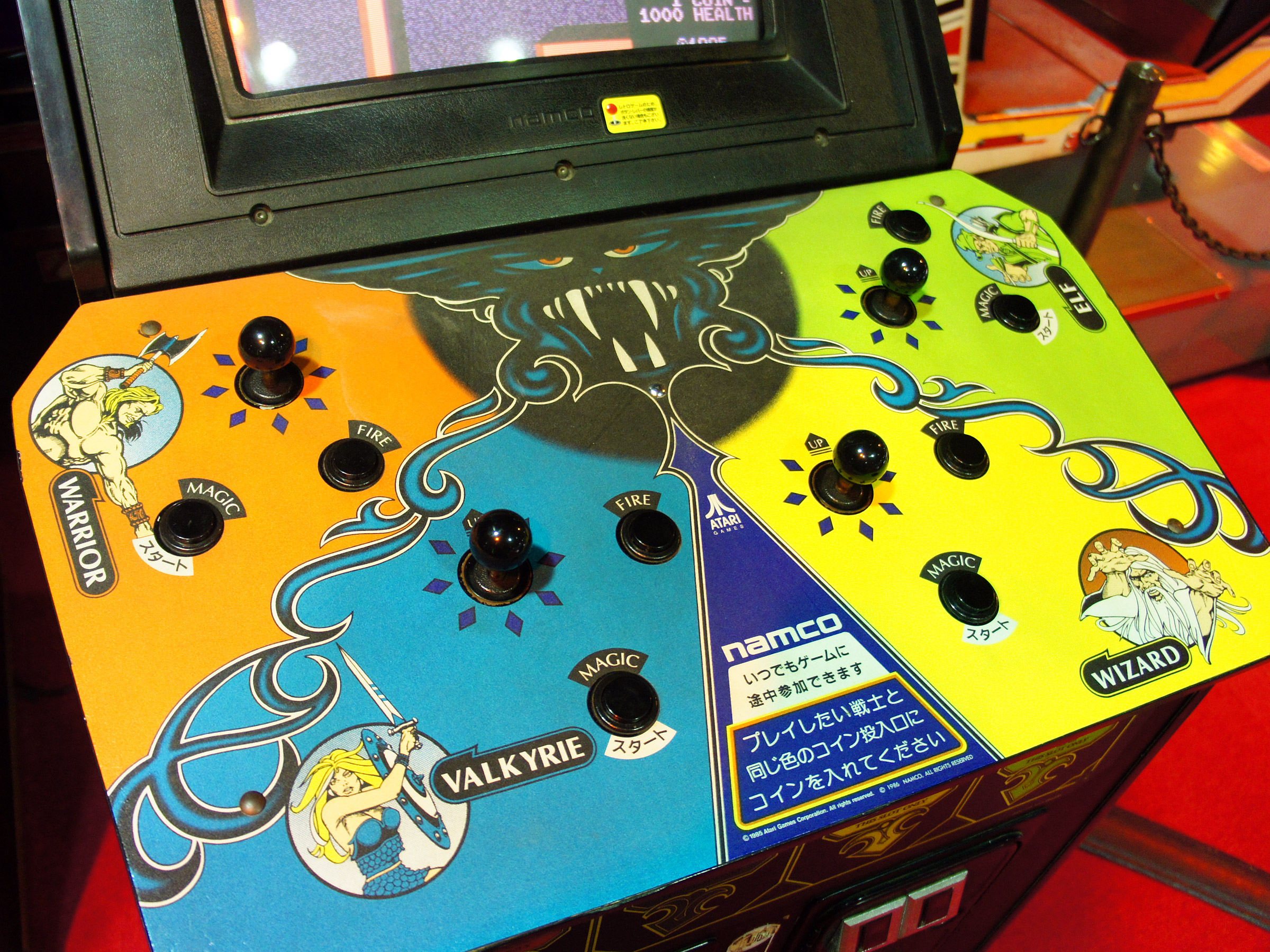
„Control panel“ von Gauntlet

- 8-Wege-Joysticks, 2 Knöpfe (4 Joysticks, halbkreisförmig angeordnet)
- Sprachausgabe (TMS-5220C)
- CPU: 68010, R6502 für Sound
- Atari-System-I-Hardware, wie bei Marble Madness

Außerdem gibt es eine PlayChoice-10-Version mit einfacherer Grafik.

### Levels / Infos
Das Spiel wurde u. a. für den C64 umgesetzt. Es gab über 1024 Levels über Zusatz-Disketten bzw. Kassetten. Vom Hersteller U.S. Gold wurde ein Wettbewerb ausgeschrieben, wobei Fans weitere Levels erstellen konnten.
2007 erschien Gauntlet II mit Original-Sound und -Grafik für die PlayStation 3. Das Spiel kann im PlayStation Store als kostenpflichtiger Download erworben werden.

## Rezeption
Gauntlet war ein extrem erfolgreiches Arcade-Spiel, obwohl es von der Machart eher simpel war. Letztlich ging es nur darum, jedes Level von Gespenstern und Monstern zu säubern und den Ausgang zum nächsten Level zu erreichen. Das Spiel war als „Endlosspiel“ ausgelegt; mit fortlaufender Spieldauer wiederholten sich die Level teilweise nur seitenverkehrt oder durch eine andere Positionierung von Nestern, Generatoren und Nahrung.
Manchen Spielhallenbesitzern war der Automat ein Dorn im Auge. Er sorgte zwar anfangs für regen Zulauf und hohe Einnahmen durch die Möglichkeit des ständigen Geldnachwerfens, wurde dann aber schnell durch Gauntlet-Profis blockiert, die für nur eine D-Mark stundenlang spielten. Da es im Gegensatz zu anderen Spielen kein Ende gab, war theoretisch ein unbegrenztes Spielen möglich, solange die Health nicht ausging. In späteren Revisionen wurde daher die Menge an versteckten Nahrungsmitteln sukzessive verringert.

## Nachfolger
| Titel                         | Plattform/en                                                                | Erscheinungsdatum |
| ----------------------------- | --------------------------------------------------------------------------- | ----------------- |
| Gauntlet II                   | Amiga, Amstrad CPC, Atari ST, Commodore 64, DOS, Game Boy, NES, ZX Spectrum | 1987–1990         |
| Gauntlet III: The Final Quest | Amiga, Amstrad CPC, Atari ST, Commodore 64, ZX Spectrum                     | 1991              |
| Gauntlet: The Third Encounter | Atari Lynx                                                                  | 1991              |
| Gauntlet IV                   | Sega Mega Drive                                                             | 1993              |
| Gauntlet Legends              | Dreamcast, Nintendo 64, PlayStation                                         | 1998, 2000        |
| Gauntlet: Dark Legacy         | Game Boy Advance, GameCube, PlayStation 2, Xbox                             | 2001, 2002        |
| Gauntlet: Seven Sorrows       | PlayStation 2, Xbox                                                         | 2005              |
| Gauntlet                      | Windows, Linux, PlayStation 4 (als Gauntlet: Slayer Edition)                | 2014, 2015        |